# Gustaf Johan Gyllenstierna
Gustaf Johan Gyllenstierna, född 24 juni 1709, död 4 april 1764, var en svensk, senare rysk, ämbetsman. Han var sonson till Johan Nilsson Gyllenstierna d.y. och son till landshövdingen friherre Axel Erik Gyllenstierna.
Gyllenstierna inträdde 1731 i kansliexpeditionen samt blev 1736 kanslist och 1738 presidentsekreterare. Under den upphetsade stämningen vid 1740/41 års riksdag, då hattarna ivrigt sökt efter angreppsanledningar mot motpartiet, lyckades några hattspioner ledda av överste Lagercrantz natten mellan 25 och 26 februari 1741 gripa Gyllenstierna, just som denne kom ut från ett besök hos ryske ministern Michail Bestuzjev-Rjumin.
Han häktades, och affären blåstes upp till det mesta möjliga, då Gyllenstierna hade släktingar bland de ledande mössorna, vilka man på detta sätt önskade få grundligt komprometerade.
Då det var förbjudet för kansliets underordnade tjänstemän att umgås med främmande ministrar, var Gyllenstiernas brott uppenbart, och han underkastades genast förhör av landsmarskalk och sekretissimum.
Sekreta utskottet lät därpå tillsätta en kommission med fullmakt att "undersöka och af döma detta brottmål med allt hvad därav flyter" - således en obegränsad myndighet att oberoende av laga domstol och rättegångsformer utdöma politiska brott. Det blev frihetstidens första förräderikommission, som inledde den godtyckliga och blodiga partirättskipning, som blev denna tids svåraste skamfläck. Hattarna sökte dra så stor nytta som möjligt av G :s gripande.
Genom löften om mildare behandling förmåddes han ange en mängd personer, som stått i förbindelse med ryske ministern. En mängd personer häktades, flera underkastades tortyr, och målet växte i omfattning. Denna process slog med ens ned motståndet mot hattarna och deras krigspolitik genom att injaga skräck i fredsvännernas led. Gyllenstierna dömdes för det, att han överträtt ovannämnda förbud och, enligt egen bekännelse, emottagit pengar av Bestusjev och meddelat honom statshemligheter, förlustig liv, ära och gods; domen mildrades av ständerna till förlust av "gods, ära och adelskap" och livstids fängelse och utställande på schavotten.
Johan Axelsson, som han kallades efter förlusten av sin adliga värdighete som tillhörig ätten Gyllenstierna, blev 1743 lössläppt med villkor att lämna riket. Efter åtskilliga vandringar slog han sig 1756 ned i Livland, där han av tsarinnan Elisabet av Ryssland erhöll ett gods till sitt underhåll. Han avled där 1764.